# Đại học Hamburg
Đại học Hamburg (tiếng Đức: Universität Hamburg) là một trường đại học công lập ở Hamburg, Đức, được thành lập vào ngày 28 tháng 3 năm 1919 trên cơ sở hợp nhất trường Allgemeinen Vorlesungswesen, Kolonialinstitut (Học viện Thực dân) và Akademischen Gymnasium.

Năm 2006, Đại học Hamburg hỗ trợ 6 trung tâm nghiên cứu cộng tác (Sonderforschungsbereiche SFB), 6 nhóm nghiên cứu, 7 nhóm đào tạo nghiên cứu (tất cả đều được DFG cấp kinh phí), 2 trường nghiên cứu quốc tế Max Planck, 13 nhóm khoa học trẻ (Emmy-Noether-Programme BMBF,...) cũng như một số dự án nghiên cứu lớn khác được các cơ quan sau cấp kinh phí: BMBF, DFG, EU, Volkswagen Foundation và các tổ chức trao trợ cấp khác. Hàng năm trường này tuyển chọn 7000 sinh viên mới. Hàng năm cũng có 3500 sinh viên tốt nghiệp đại học và 900 nghiên cứu sinh được cấp bằng tiến sĩ.

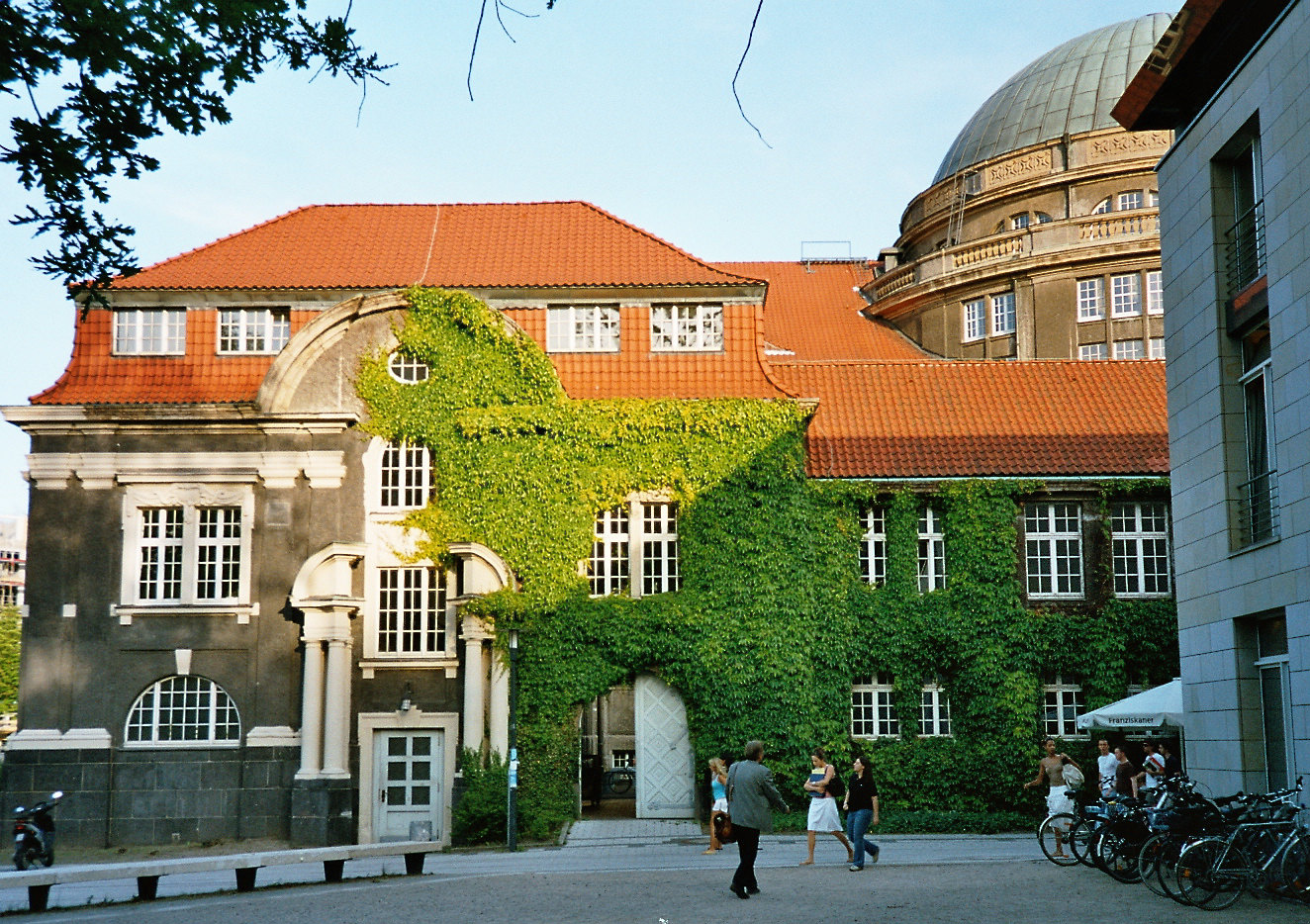
Các toà nhà tại Đại học Hamburg

## Lịch sử
Đại học Hamburg được thành lập vào năm 1919.

## Các khoa
- Khoa Luật  Lưu trữ ngày 11 tháng 10 năm 2007 tại Wayback Machine
- Khoa Kinh tế và Khoa học Xã hội  (German only)
- Khoa Y
- Khoa Giáo dục, Tâm lý học, Phong trào Con người  Lưu trữ ngày 7 tháng 3 năm 2006 tại Wayback Machine
- Khoa Nhân văn
- Khoa Toán, Tin học và Khoa học Tự nhiên
- Khoa Sinh tin học - ZBH Center for Bioinformatics

## Các viện thuộc trường
- Hochschule für bildende Künste Hamburg  (bild. Kunst, Medien, Industriedesign, Architektur, Bühnenbild, Kunstpädagogik)
- Staats- und Universitätsbibliothek Carl von Ossietsky
- Regionales Rechenzentrum der Universität Hamburg